# Olympische Sommerspiele 2008/Leichtathletik – 50 km Gehen (Männer)

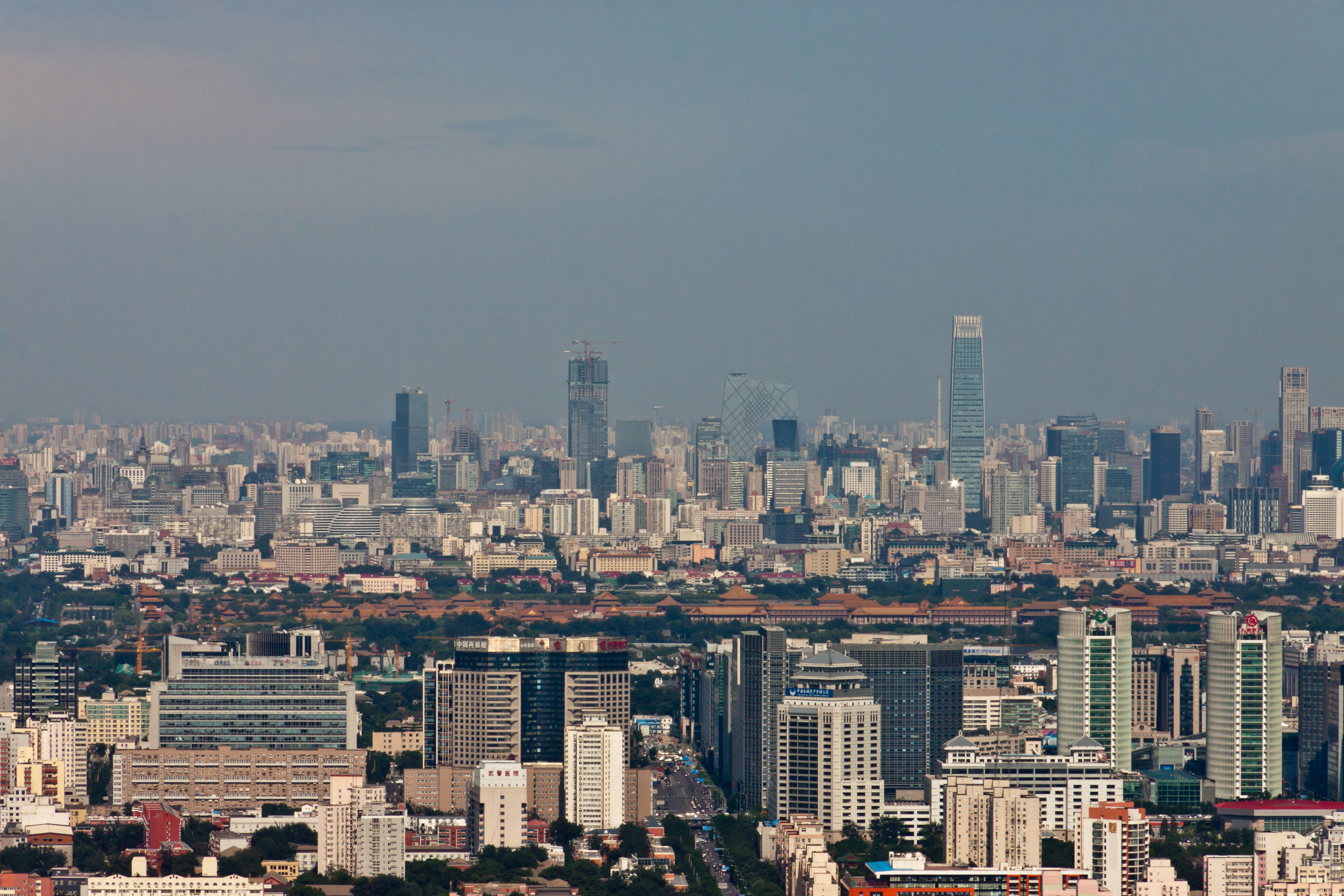
Blick auf die City von Peking im Jahr 2012

Das 50-km-Gehen der Männer bei den Olympischen Spielen 2008 in Peking wurde am 22. August 2008 ausgetragen. Der Kurs verlief in der Olympiastadt Peking, Ziel war das Nationalstadion. 59 Athleten nahmen daran teil.
Olympiasieger wurde der Italiener Alex Schwazer, Silber gewann der Australier Jared Tallent, Bronze ging an den Russen Denis Nischegorodow.

## Aktuelle Titelträger
| Olympiasieger 2004                      | Robert Korzeniowski ( Polen)               | 3:38:46 h                                  | Athen 2004          |
| Weltmeister 2007                        | Nathan Deakes ( Australien)                | 3:43:53 h                                  | Ōsaka 2007          |
| Europameister 2006                      | Yohann Diniz ( Frankreich)                 | 3:41:39 h                                  | Göteborg 2006       |
| Panamerikanischer Meister 2007          | Xavier Moreno ( Ecuador)                   | 3:52:07 h                                  | Rio de Janeiro 2007 |
| Zentralamerika und Karibik-Meister 2008 | Wettbewerb nicht im Meisterschaftsprogramm | Wettbewerb nicht im Meisterschaftsprogramm | Cali 2008           |
| Südamerika-Meister 2007                 | Wettbewerb nicht im Meisterschaftsprogramm | Wettbewerb nicht im Meisterschaftsprogramm | São Paulo 2007      |
| Asienmeister 2007                       | Wettbewerb nicht im Meisterschaftsprogramm | Wettbewerb nicht im Meisterschaftsprogramm | Amman 2007          |
| Afrikameister 2008                      | Wettbewerb nicht im Meisterschaftsprogramm | Wettbewerb nicht im Meisterschaftsprogramm | Addis Abeba 2008    |
| Ozeanienmeister 2008                    | Wettbewerb nicht im Meisterschaftsprogramm | Wettbewerb nicht im Meisterschaftsprogramm | Saipan 2008         |

## Rekorde

### Bestehende Rekorde
| Weltrekord         | 3:34:14 h | Denis Nischegorodow ( Russland)      | Tscheboksary, Russland | 11. Mai 2008       |
| Olympischer Rekord | 3:38:29 h | Wjatscheslaw Iwanenko ( Sowjetunion) | OS Seoul, Südkorea     | 30. September 1988 |

### Rekordverbesserungen
Im Wettbewerb am 22. August wurde der olympische Rekord verbessert. Außerdem gab es einen neuen Landesrekord.
- Olympiarekord:
  - 3:37:09 h – Alex Schwazer, Italien
- Landesrekord:
  - 3:48:12 h – António Pereira, Portugal

## Ausgangslage
Es gab einen größeren Favoritenkreis für diesen Wettbewerb. Ein besonderes Zeichen hatte der Russe Denis Nischegorodow im Mai der Olympiasaison mit seinem Weltrekord gesetzt. Im Vorjahr hatte er Platz vier bei den Weltmeisterschaften belegt und bei den Spielen von 2004 die Silbermedaille errungen. Der Weltmeister von 2007 Nathan Deakes aus Australien fehlte in diesem olympischen Wettkampf. Mit dabei in dem hochkarätigen Feld waren jedoch der Vizeweltmeister und Europameister Yohan Diniz aus Frankreich, der Weltmeister von 2005 Sergej Kirdjapkin, der zweimalige WM-Dritte von 2005 und 2007 Alex Schwazer aus Italien, der spanische Vizeeuropameister Jesús Ángel García, der australische Silbermedaillengewinner über 20 Kilometer Jared Tallent, der norwegische WM-Fünfte von 2007 Erik Tysse und sein Landsmann Trond Nymark als WM-Vierter von 2005, WM-Achter von 2007 und EM-Vierter von 2006. Die Konkurrenz aus Mittel- und Südamerika schien dagegen nicht mehr so stark zu sein wie noch vor ein paar Jahren, als Geher aus vor allem Mexiko und Ecuador im Kampf um die Medaillen ganz vorne dabei waren. Schwer einzuschätzen waren die Athleten aus China und Japan, die bei großen Meisterschaften immer wieder sehr erfolgreich abgeschnitten hatten.

## Resultat

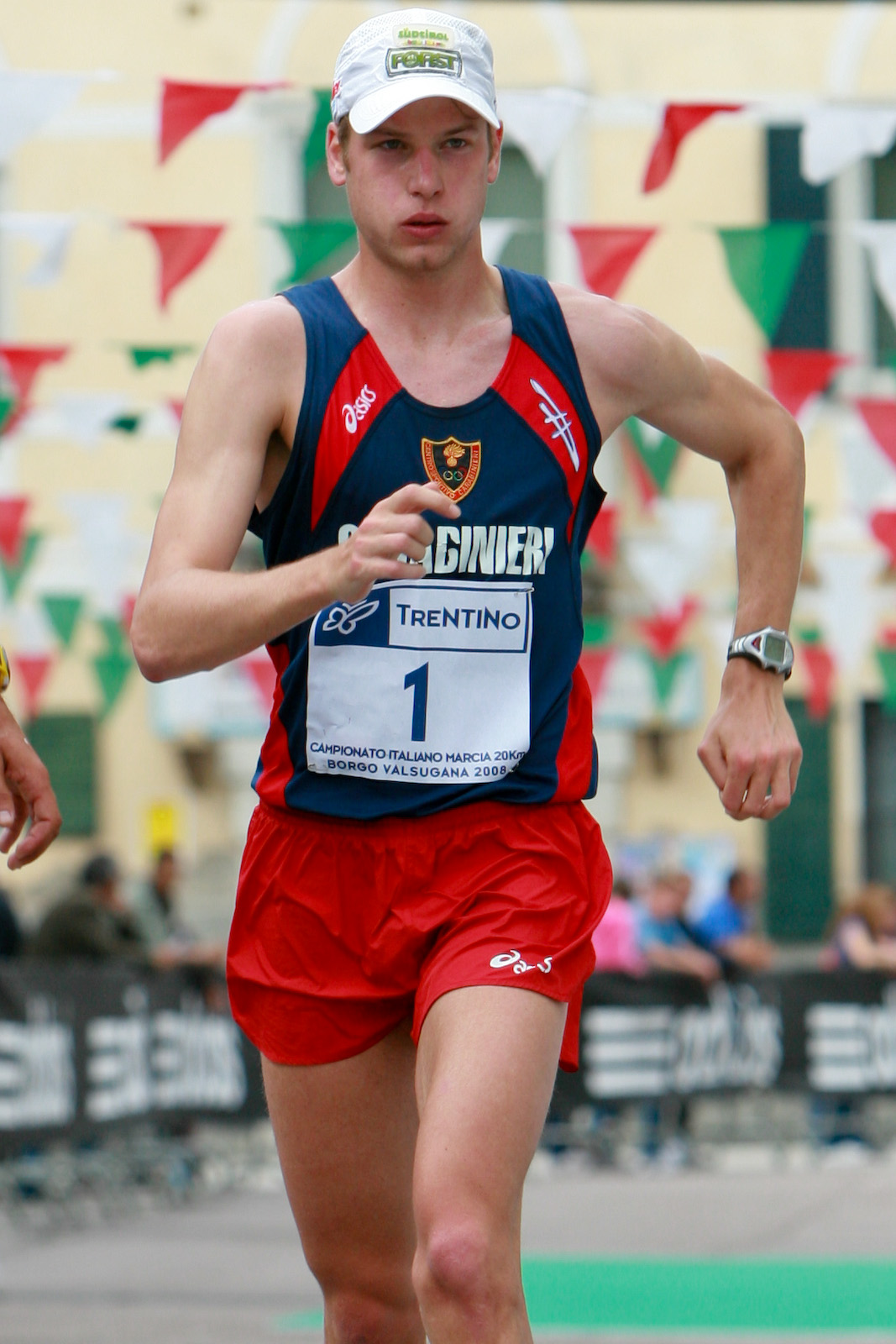
Goldmedaillengewinner Alex Schwazer

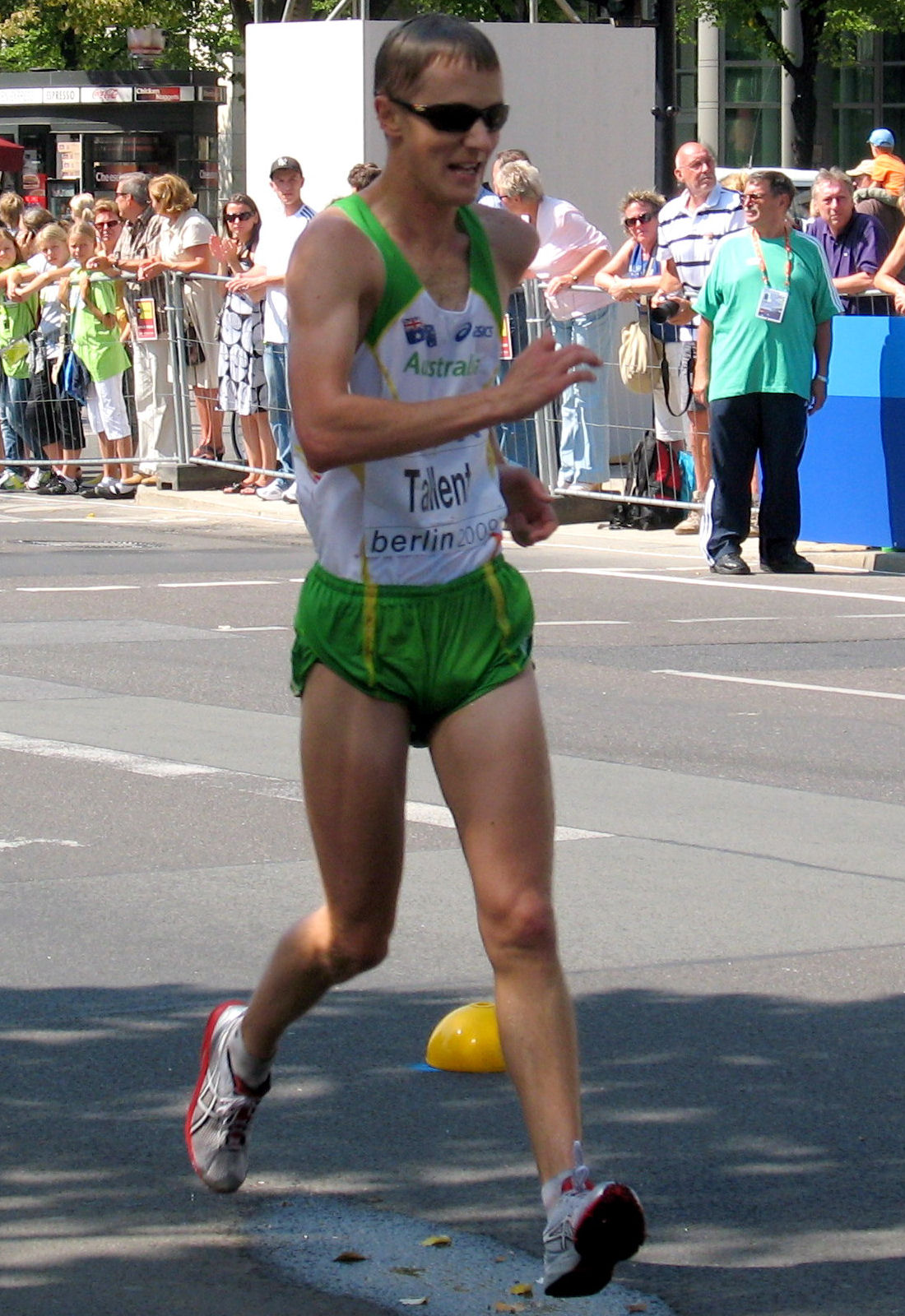
Silber gab es für Jared Tallent

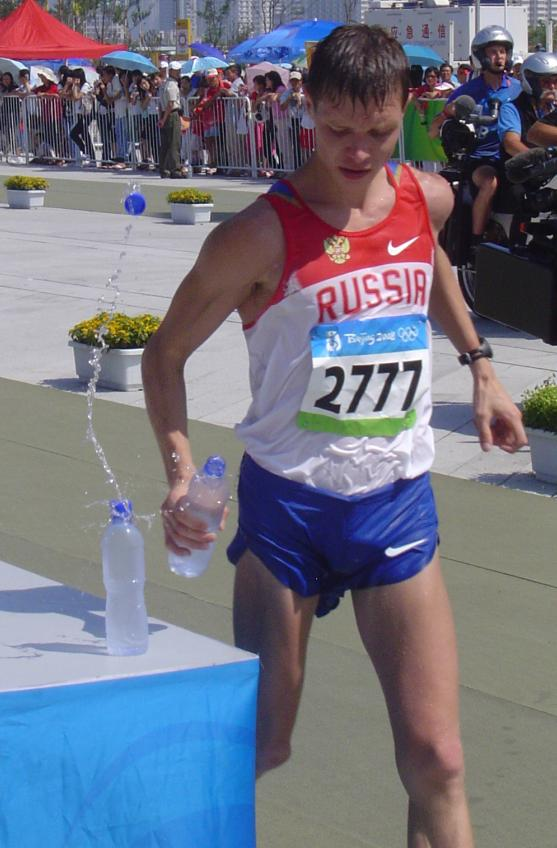
Bronzemedaille für Denis Nischegorodow

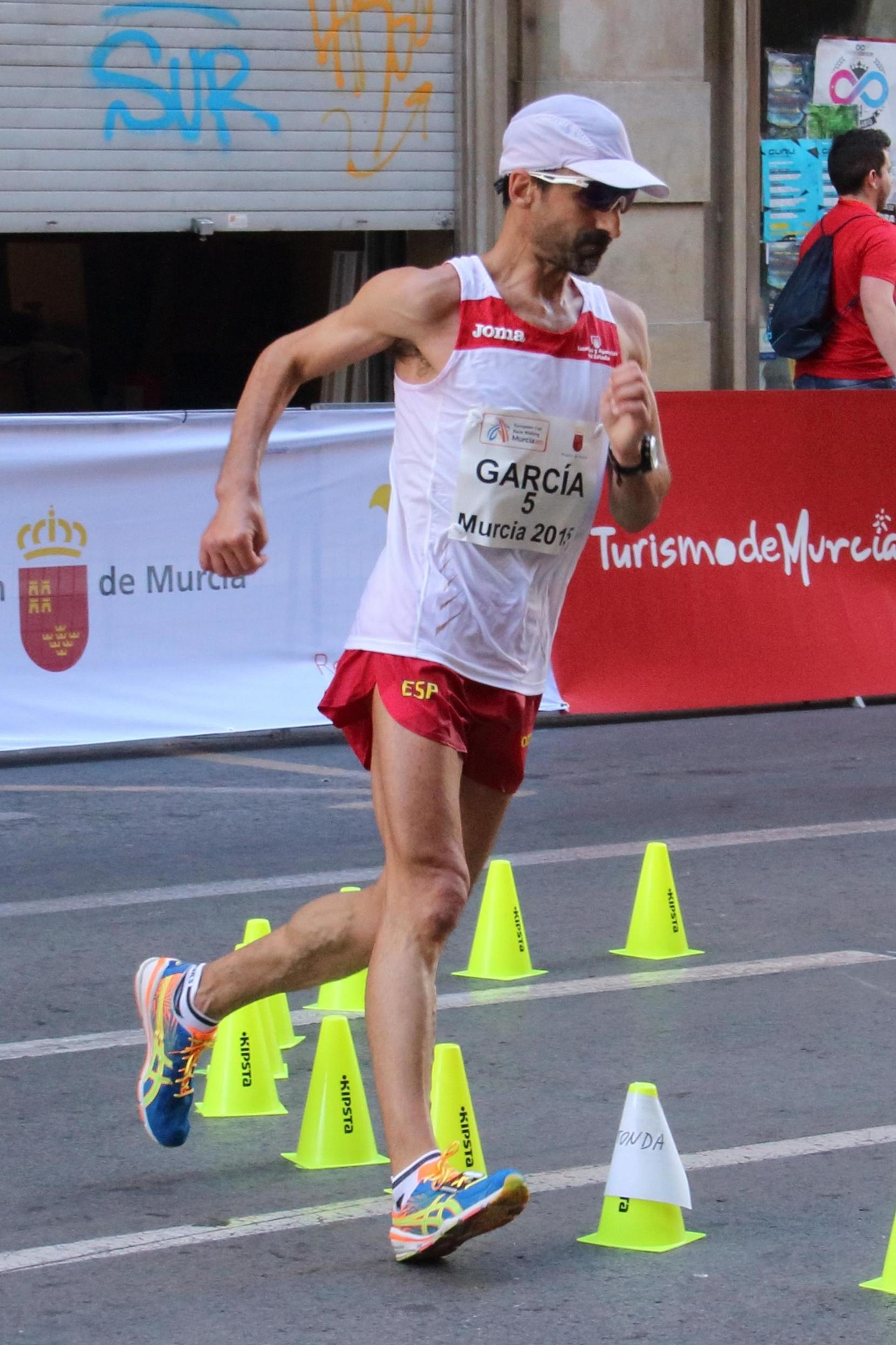
Jesús Ángel García belegte den vierten Rang

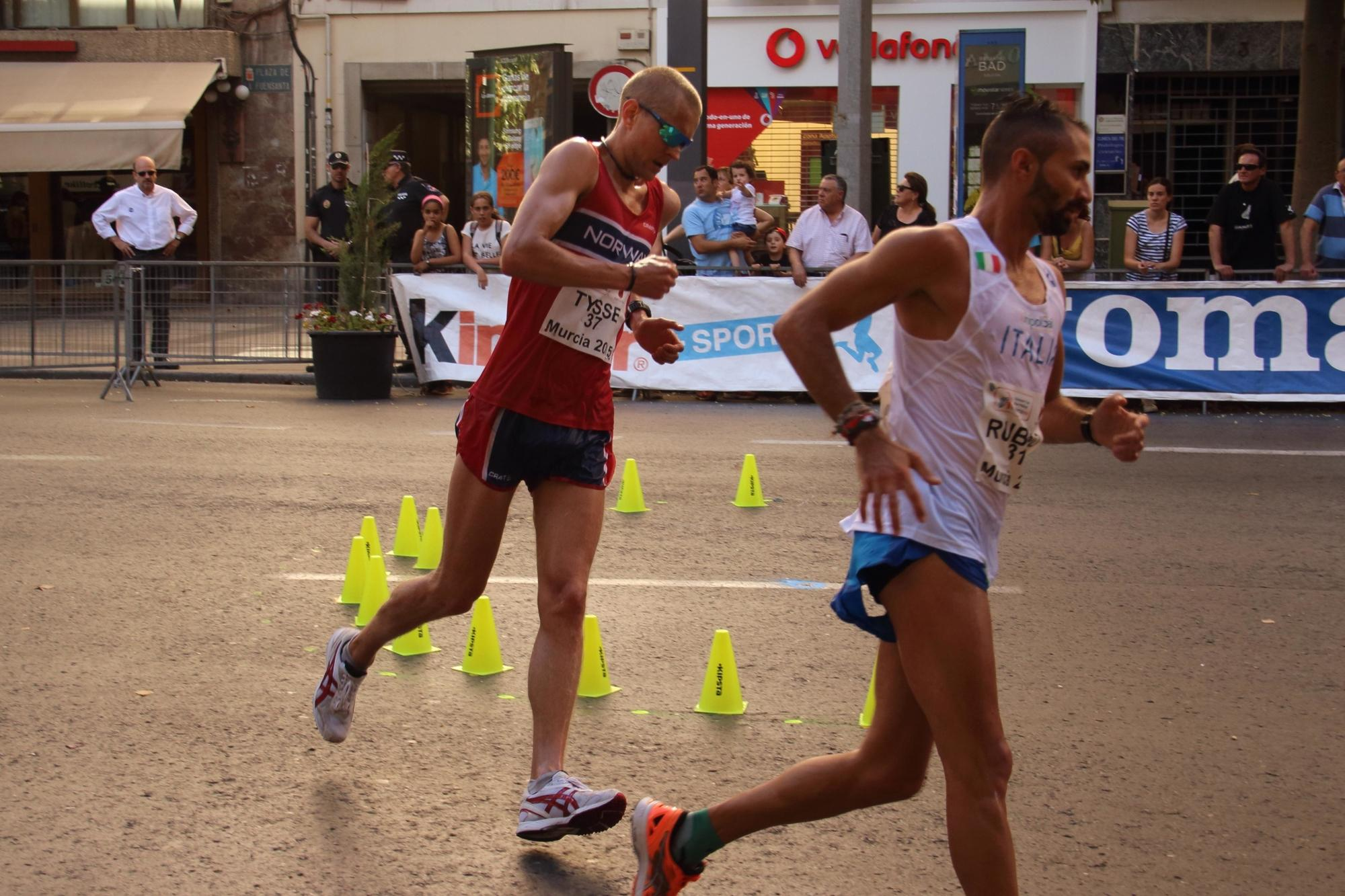
Erik Tysse (links) erreichte Platz fünf

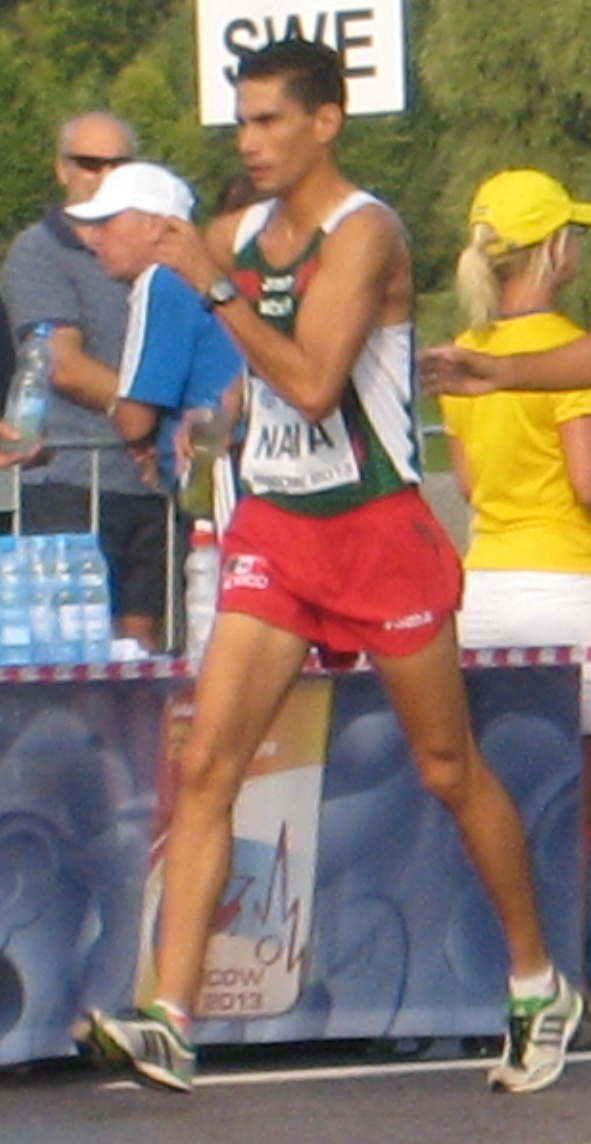
Horacio Nava – Rang sechs

22. August 2008, 9:30 Uhr
| Zwischenzeiten | Zwischenzeiten | Zwischenzeiten                                                         | Zwischenzeiten |
| Marke          | Zwischenzeit   | Führende(r)                                                            | 5-km-Zeit      |
| -------------- | -------------- | ---------------------------------------------------------------------- | -------------- |
| 5 km           | 22:40 min      | Alex Schwazer / Yohan Diniz 1 s zurück / 7er-Gruppe weitere 9 s zurück | 22:40 min      |
| 10 km          | 44:39 min      | Denis Nischegorodow mit einer 7er-Gruppe                               | 21:59 min      |
| 15 km          | 1:06:07 h00    | Nischegorodow, Li Jianbo, Schwazer, Tallent / Diniz 9 s zurück         | 21:28 min      |
| 20 km          | 1:27:38 h00    | Nischegorodow, Li Jianbo, Schwazer, Tallent / Diniz 9 s zurück         | 21:21 min      |
| 25 km          | 1:49:00 h00    | Tallent, Schwazer, Nischegorodow, Li Jianbo / Diniz 27 s zurück        | 21:22 min      |
| 30 km          | 2:10:38 h00    | Tallent, Schwazer, Nischegorodow, Li Jianbo / Diniz 1:52 min zurück    | 21:38 min      |
| 35 km          | 2:32:39 h00    | Schwazer, Tallent, Nischegorodow, Li Jianbo                            | 22:01 min      |
| 40 km          | 2:54:36 h00    | Schwazer, Tallent, Nischegorodow / Li Jianbo 1:58 min zurück           | 21:57 min      |
| 45 km          | 3:15:57 h00    | Schwazer / Tallent, Nischegorodow 40 s zurück                          | 21:21 min      |
| 50 km          | 3:37:09 h00    | Alex Schwazer                                                          | 21:12 min      |

| Platz | Name                      | Nation              | Zeit      | Verwarnungen       | Anmerkung |
| ----- | ------------------------- | ------------------- | --------- | ------------------ | --------- |
| 1     | Alex Schwazer             | Italien             | 3:37:09 h | Bod                | OR        |
| 2     | Jared Tallent             | Australien          | 3:39:21 h |                    | PB        |
| 3     | Denis Nischegorodow       | Russland            | 3:40:14 h | Bod / Knie         |           |
| 4     | Jesús Ángel García        | Spanien             | 3:44:08 h | Bod / Knie         |           |
| 5     | Erik Tysse                | Norwegen            | 3:45:08 h |                    | PB        |
| 6     | Horacio Nava              | Mexiko              | 3:45:21 h |                    | PB        |
| 7     | Yūki Yamazaki             | Japan               | 3:45:47 h | Bod                |           |
| 8     | Rafał Fedaczyński         | Polen               | 3:46:51 h |                    | PB        |
| 9     | Grzegorz Sudoł            | Polen               | 3:47:18 h | Knie / Knie        |           |
| 10    | Luke Adams                | Australien          | 3:47:45 h |                    | PB        |
| 11    | António Pereira           | Portugal            | 3:48:12 h |                    | NR        |
| 12    | André Höhne               | Deutschland         | 3:49:52 h | Knie / Knie        |           |
| 13    | Mikel Odiozola            | Spanien             | 3:51:30 h |                    |           |
| 14    | Li Jianbo                 | Volksrepublik China | 3:52:20 h |                    |           |
| 15    | Jarkko Kinnunen           | Finnland            | 3:52:25 h |                    | PB        |
| 16    | Igors Kazakevičs          | Lettland            | 3:52:36 h | Bod                | PB        |
| 17    | Si Tianfeng               | Volksrepublik China | 3:52:58 h |                    |           |
| 18    | Jesús Sánchez             | Mexiko              | 3:52:58 h | Bod / Bod          |           |
| 19    | Marco De Luca             | Italien             | 3:54:47 h |                    |           |
| 20    | Antti Kempas              | Finnland            | 3:55:19 h |                    | PB        |
| 21    | Zhao Chengliang           | Volksrepublik China | 3:56:47 h | Bod / Bod          |           |
| 22    | Luis Fernando García      | Guatemala           | 3:56:58 h | Knie               |           |
| 23    | Mario Iván Flores         | Mexiko              | 3:58:04 h | Knie               |           |
| 24    | Serhiy Budza              | Ukraine             | 3:58:21 h |                    | PB        |
| 25    | Fausto Quinde             | Ecuador             | 3:59:28 h |                    | PB        |
| 26    | Santiago Pérez            | Spanien             | 3:59:41 h |                    |           |
| 27    | Oleksij Schelest          | Ukraine             | 3:59:46 h |                    |           |
| 28    | Eddy Riva                 | Frankreich          | 4:00:49 h | Knie               |           |
| 29    | Takayuki Tanii            | Japan               | 4:01:37 h | Bod / Bod          |           |
| 30    | Nenad Filipović           | Serbien             | 4:05:16 h |                    | PB        |
| 31    | Kim Dong-young            | Südkorea            | 4:02:32 h | Knie               |           |
| 32    | Tadas Šuškevičius         | Litauen             | 4:02:45 h |                    |           |
| 33    | Hatem Ghoula              | Tunesien            | 4:03:47 h | Bod                |           |
| 34    | Rodrigo Moreno            | Kolumbien           | 4:06:52 h | Bod                |           |
| 35    | Miloš Bátovský            | Slowakei            | 4:06:30 h |                    |           |
| 36    | Xavier Moreno             | Ecuador             | 4:07:04 h |                    |           |
| 37    | Konstadinos Stefanopoulos | Griechenland        | 4:07:53 h | Knie               |           |
| 38    | Tim Berrett               | Kanada              | 4:08:18 h |                    |           |
| 39    | Phillip Dunn              | USA                 | 4:08:32 h |                    |           |
| 40    | Augusto Cardoso           | Portugal            | 4:09:00 h |                    |           |
| 41    | Mário dos Santos Jr.      | Brasilien           | 4:10:25 h |                    |           |
| 42    | Ingus Janevics            | Lettland            | 4:12:45 h |                    |           |
| 43    | Andrei Stsepanchuk        | Belarus             | 4:14:09 h | Knie               |           |
| 44    | Jamie Costin              | Irland              | 4:15:16 h |                    |           |
| 45    | Roman Bilek               | Tschechien          | 4:18:32 h |                    |           |
| 46    | Zoltán Czukor             | Ungarn              | 4:20:07 h | Knie               |           |
| 47    | Kazimir Verkin            | Slowakei            | 4:21:26 h | Knie               |           |
| DNF   | Oleksij Kasanin           | Ukraine             |           |                    |           |
| DNF   | Yohann Diniz              | Frankreich          |           |                    |           |
| DNF   | Trond Nymark              | Norwegen            |           |                    |           |
| DNF   | Donatas Skarnulis         | Litauen             |           | Knie / Knie        |           |
| DNF   | Sergei Kirdjapkin         | Russland            |           |                    |           |
| DNF   | Adam Rutter               | Australien          |           |                    |           |
| DNF   | Peter Korčok              | Slowakei            |           |                    |           |
| DSQ   | Artur Brzozowski          | Polen               |           | Knie / Knie / Knie |           |
| DSQ   | Diego Cafagna             | Italien             |           | Knie / Knie / Knie |           |
| DSQ   | Colin Griffin             | Irland              |           | Knie / Bod / Knie  |           |
| DSQ   | Salvador Mira             | El Salvador         |           | Knie / Bod / Bod   |           |
| DSQ   | Darius Škarnulis          | Litauen             |           | Bod / Knie / Knie  |           |
| DNS   | Igor Yerokhin             | Russland            |           |                    |           |
| DNS   | João Vieira               | Portugal            |           |                    |           |

## Wettbewerbsverlauf
Im Wettkampf wurde von Beginn an ein Tempo angeschlagen, durch welches das Feld sehr früh auseinanderfiel. Die hohe Anfangsgeschwindigkeit war angesichts der nicht einfachen Bedingungen unter der Pekinger Luftverschmutzung sehr erstaunlich. Schon nach fünf Kilometern hatten der Italiener Alex Schwazer und der Franzose Yohan Diniz sich mit einem Vorsprung von knapp zehn Sekunden auf eine Siebenergruppe mit dem Australier Jared Tallent, dem Russen Denis Nischegorodow, dem Japaner Yuki Yamazaki, dem Chinesen Li Jianbo, dem Mexikaner Jesús Sánchez, dem Australier Adam Rutter und dem Chinesen Zhao Chengliang abgesetzt. Aber die Verfolger verschärften nun ihrerseits das Tempo noch einmal deutlich. Sie kamen heran und es bildete sich eine siebenköpfige Spitzengruppe, die von Nischegorodow angeführt wurde. Mit dabei waren Rutter, Jianbo, Tallent, Schwazer, Yamazaki und Diniz. Die Geher dahinter hatten nach zehn Kilometern bereits einen Rückstand von mehr als zwanzig Sekunden. Bei Kilometer fünfzehn bestand die Führungsgruppe aus nur noch vier Gehern. Nischegorodow führte weiter mit einem noch einmal erhöhten Tempo. Bei ihm befanden sich Li Jianbo, Schwazer und Tallent. Rutter hatte hier bereits aufgegeben. Diniz als Fünfter hatte einen Rückstand von ca. neun Sekunden, alle anderen Wettbewerber waren noch deutlicher zurückgefallen. Diese Situation an der Spitze hatte auch bei Kilometer zwanzig weiter Bestand. Nischegorodow machte weiter großen Druck, die Abstände hinter Diniz wuchsen immer mehr an.
Im weiteren Verlauf blieb die Vierergruppe für längere Zeit zusammen, Diniz dagegen konnte den neun-Sekunden-Abstand nicht mehr halten und fiel weiter zurück. Nach dreißig Kilometern lag er bereits knapp zwei Minuten hinter den Führenden und gab den Wettkampf wenig später auf. Zwischen Kilometer 35 und 40 fiel dann eine erste Vorentscheidung im Hinblick auf die Medaillen. Li Jianbo konnte das hohe Tempo an der Spitze nicht mehr mitgehen und musste abreißen lassen. Er ließ jetzt sehr deutlich nach und fiel am Ende noch zurück bis auf Rang vierzehn. Die Frage der Medaillenverteilung musste sich jetzt unter dem Führungstrio alleine klären.
Auf den letzten zehn Kilometern nahm der Italiener das Heft in die Hand. Fünf Kilometer vor dem Ziel hatte Schwazer einen Vorsprung von vierzig Sekunden auf Tallent und Nischegorodow herausgearbeitet, den er immer weiter vergrößerte. Auch die Entscheidung um Silber fiel wenig später, als Tallent sich von seinem russischen Konkurrenten lösen konnte. Alex Schwazer wurde schließlich Olympiasieger mit einem Vorsprung von 2:19 Minuten vor Jared Tallent, der sich nach Bronze über 20 km nun Silber auf der 50-km-Distanz sicherte. Dritter wurde Denis Nischegorodow mit einem Rückstand von 53 Sekunden auf Tallent. Mit seiner Siegerzeit verbesserte Schwazer den olympischen Rekord des für die UdSSR gestarteten Wjatscheslaw Iwanenko aus dem Jahre 1988 um 1:20 min. Auf Rang vier kam Jesús Ángel García vor Erik Tysse ins Ziel. Sechster wurde der Mexikaner Horacio Nava vor dem Japaner Yuki Yamazaki und dem Polen Rafał Fedaczyński.

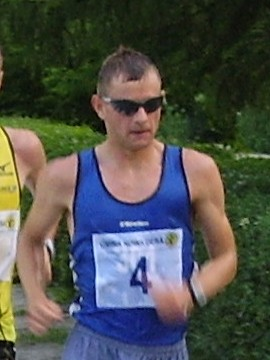
Der achtplatzierte Rafał Fedaczyński
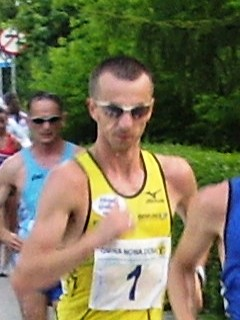
Grzegorz Sudoł – Neunter
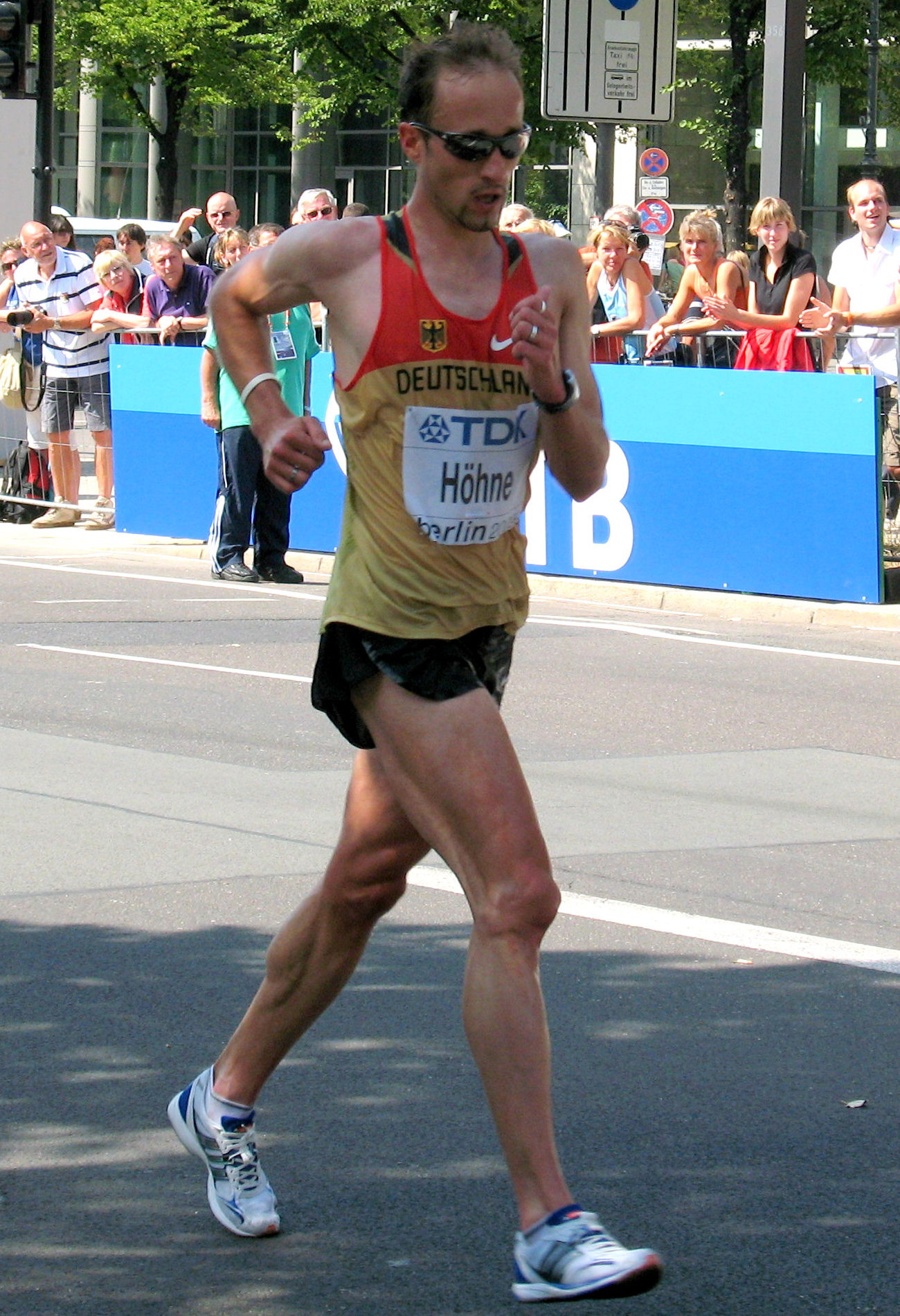
André Höhne belegte den zwölften Platz
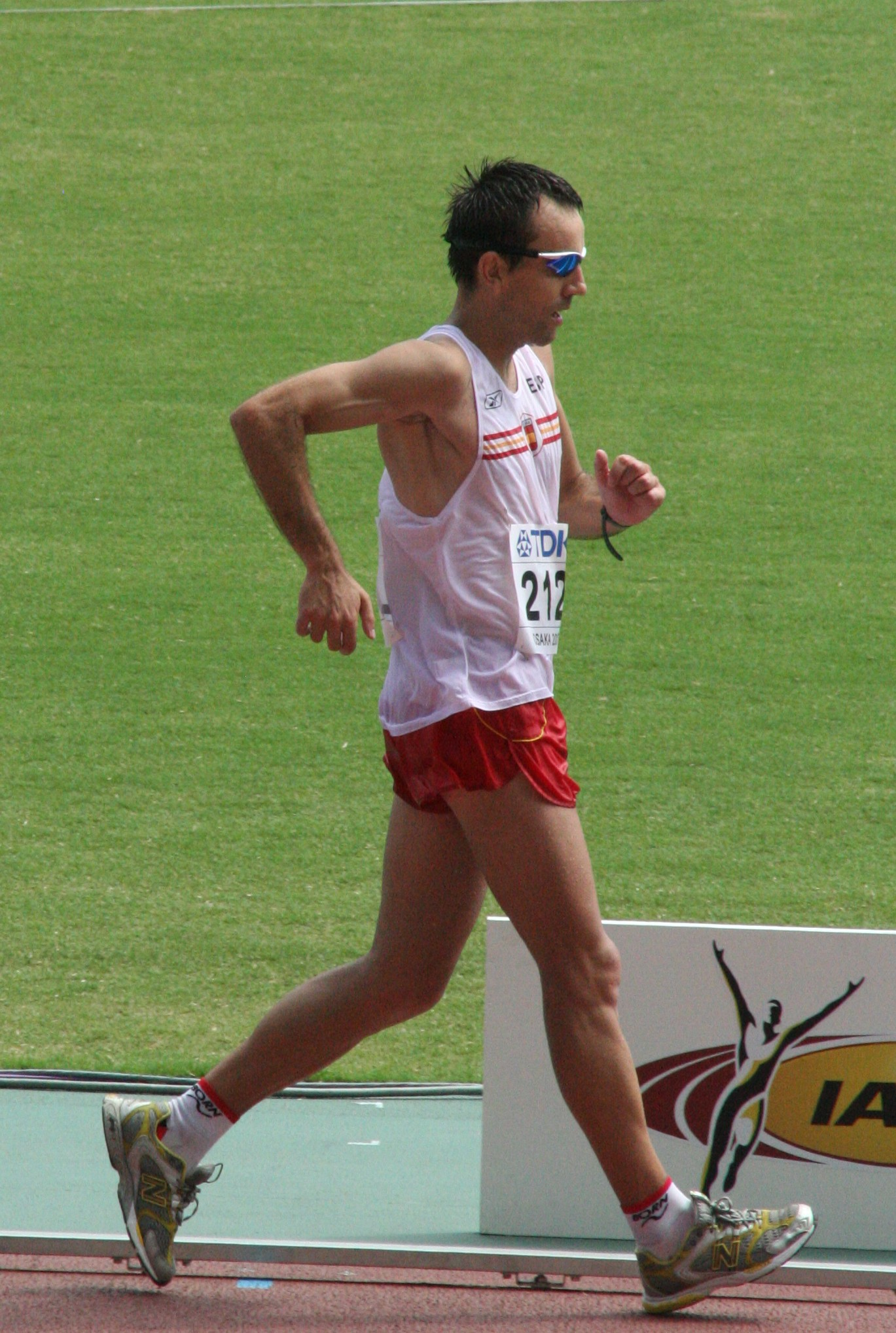
Mikel Odiozola wurde Dreizehnter
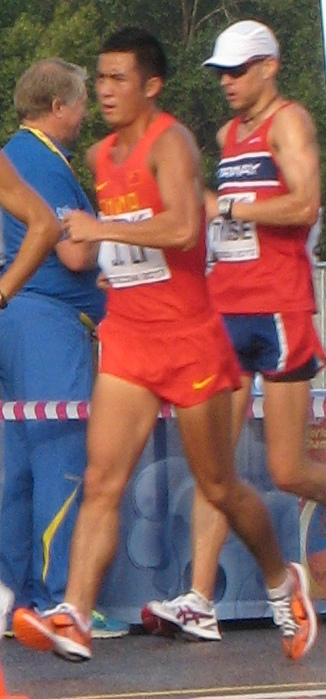
Li Jianbo (links) – Rang vierzehn
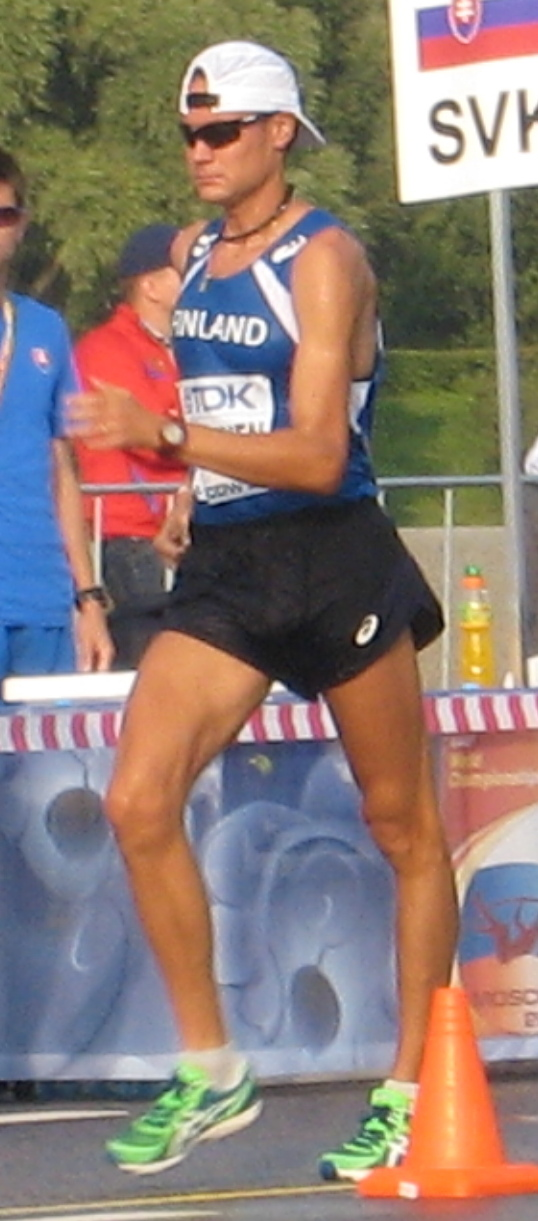
Jarkko Kinnunen kam auf Rang fünfzehn ins Ziel
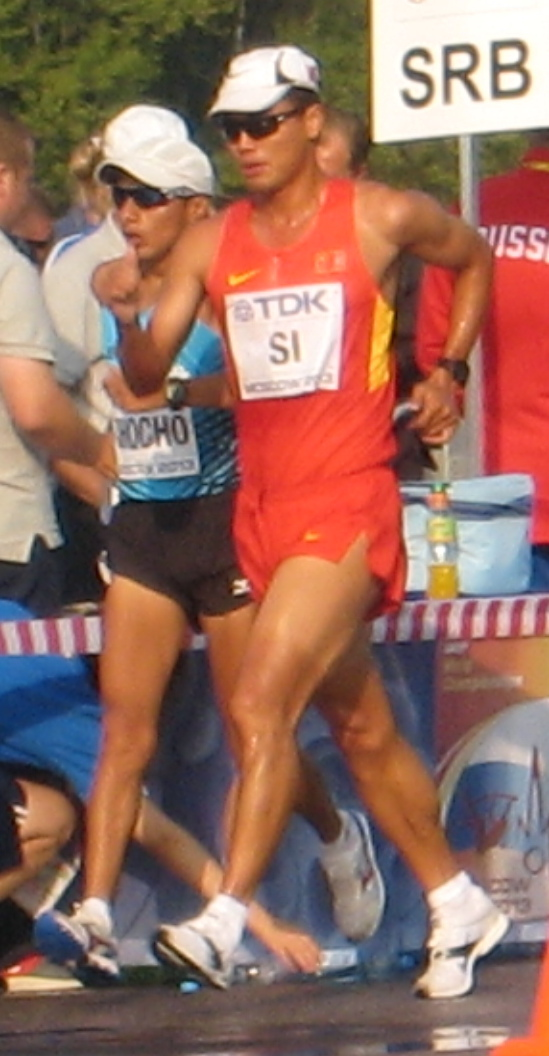
Si Tianfeng (rotes Trikot) – Rang siebzehn
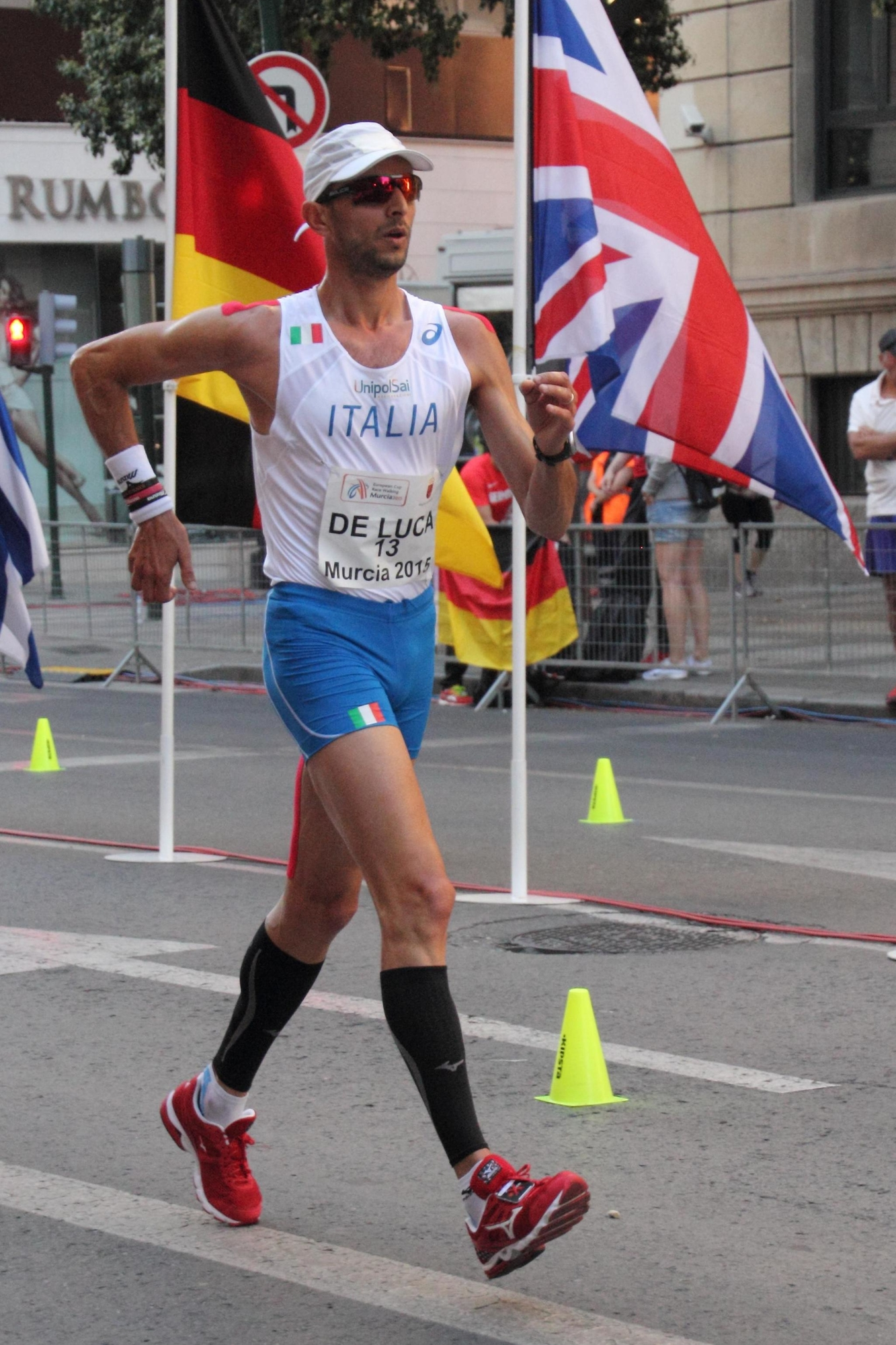
Marco De Luca – Rang neunzehn
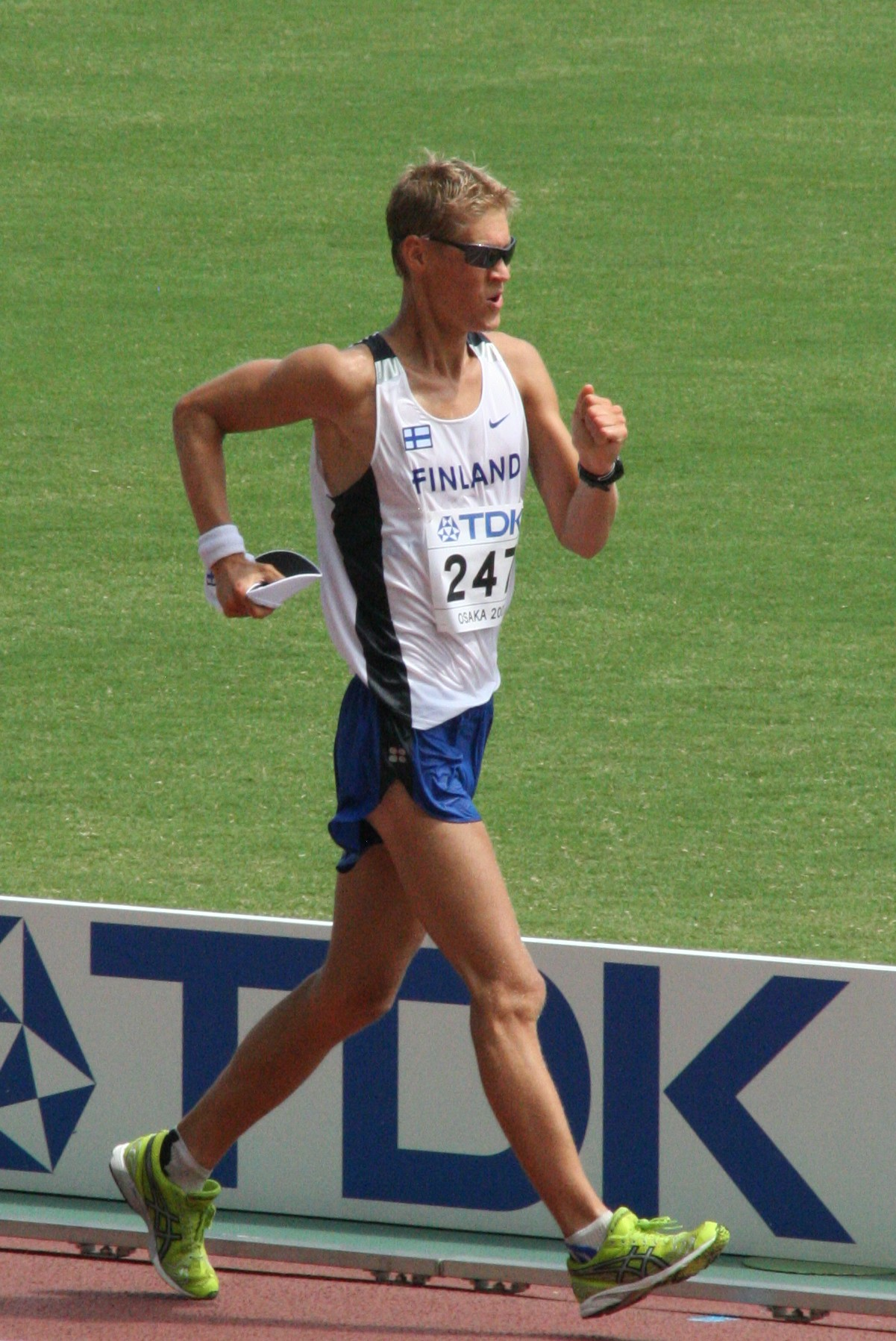
Antti Kempas – Rang zwanzig
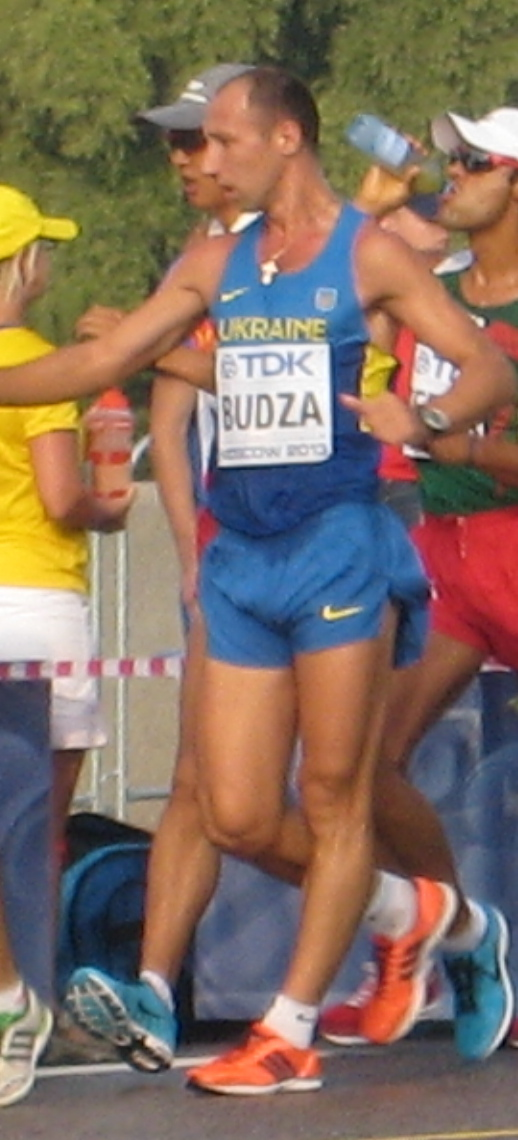
Serhiy Budza – Rang 24
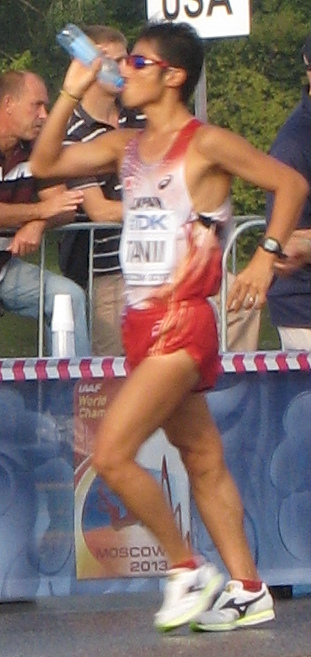
Takayuki Tanii – Rang 29
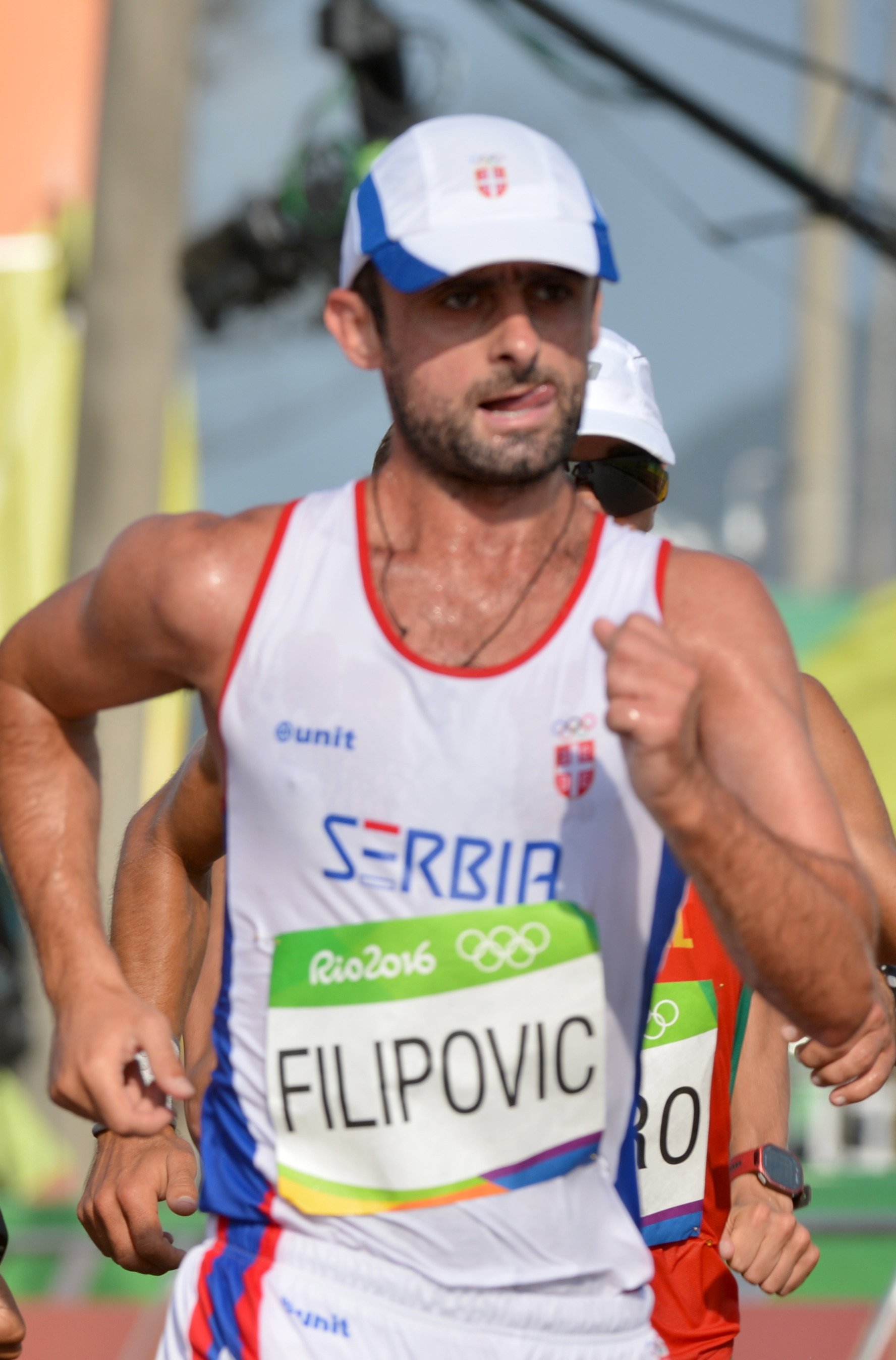
Nenad Filipović – Rang dreißig
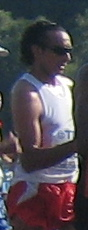
Hatem Ghoula – Rang 33
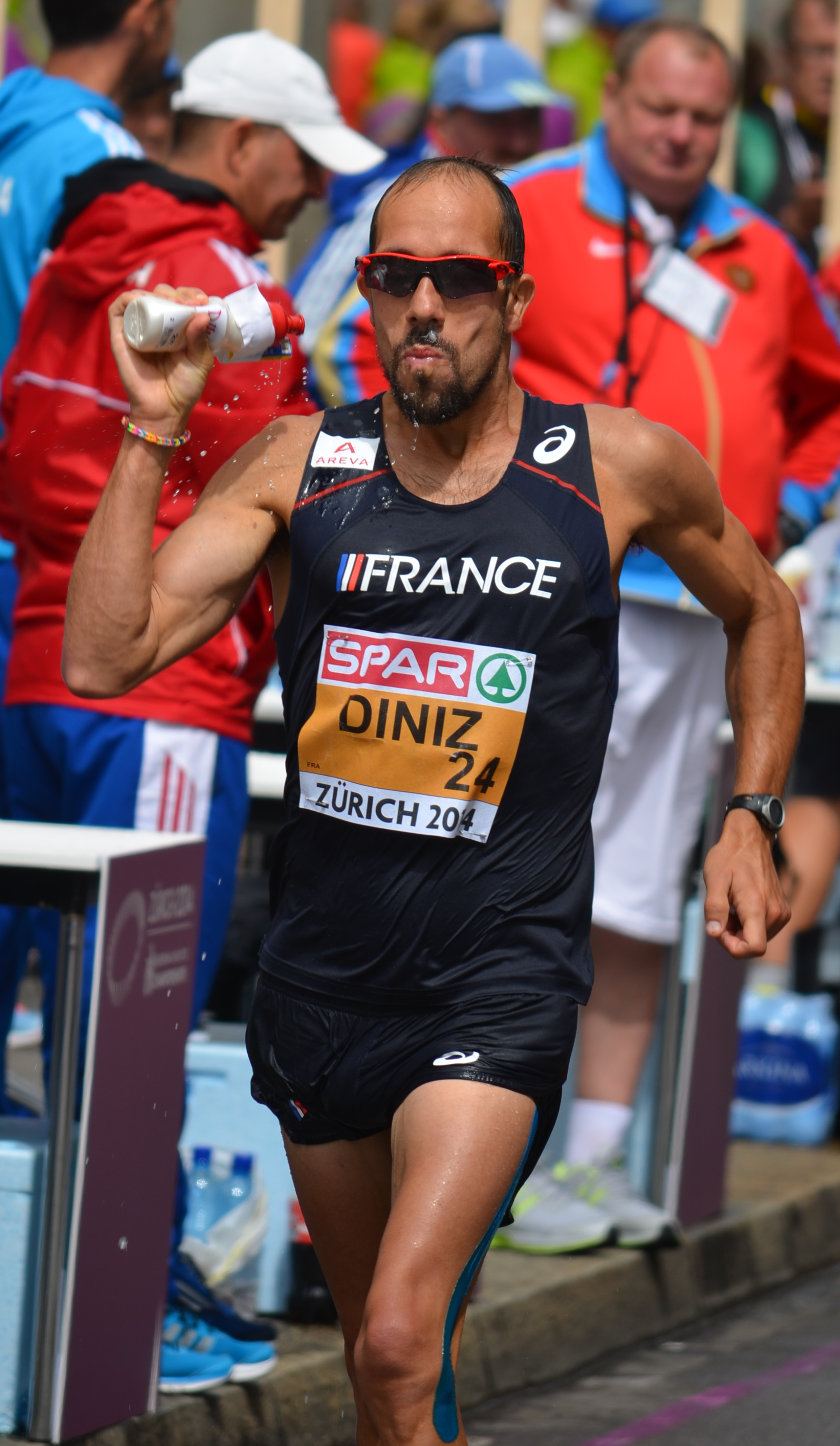
Yohann Diniz – nicht im Ziel
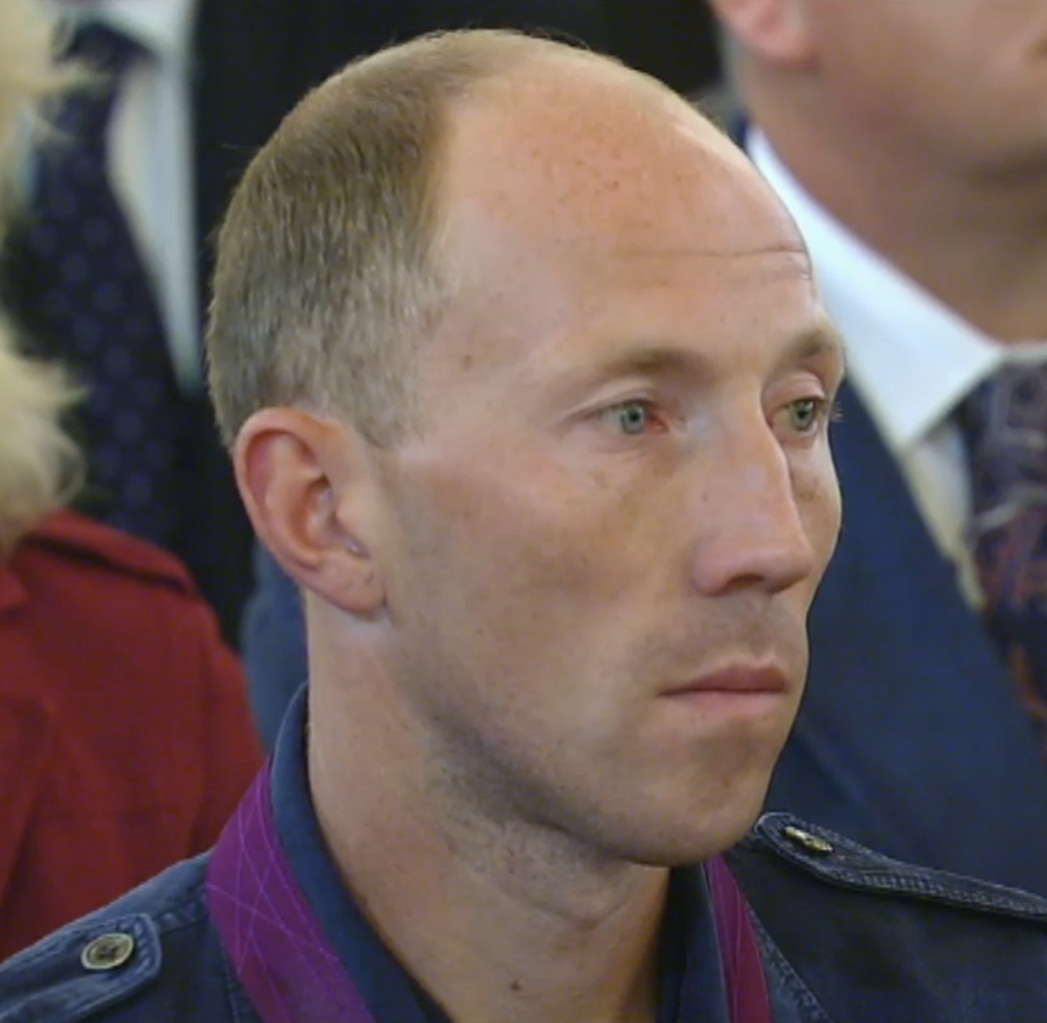
Sergei Kirdjapkin – nicht im Ziel
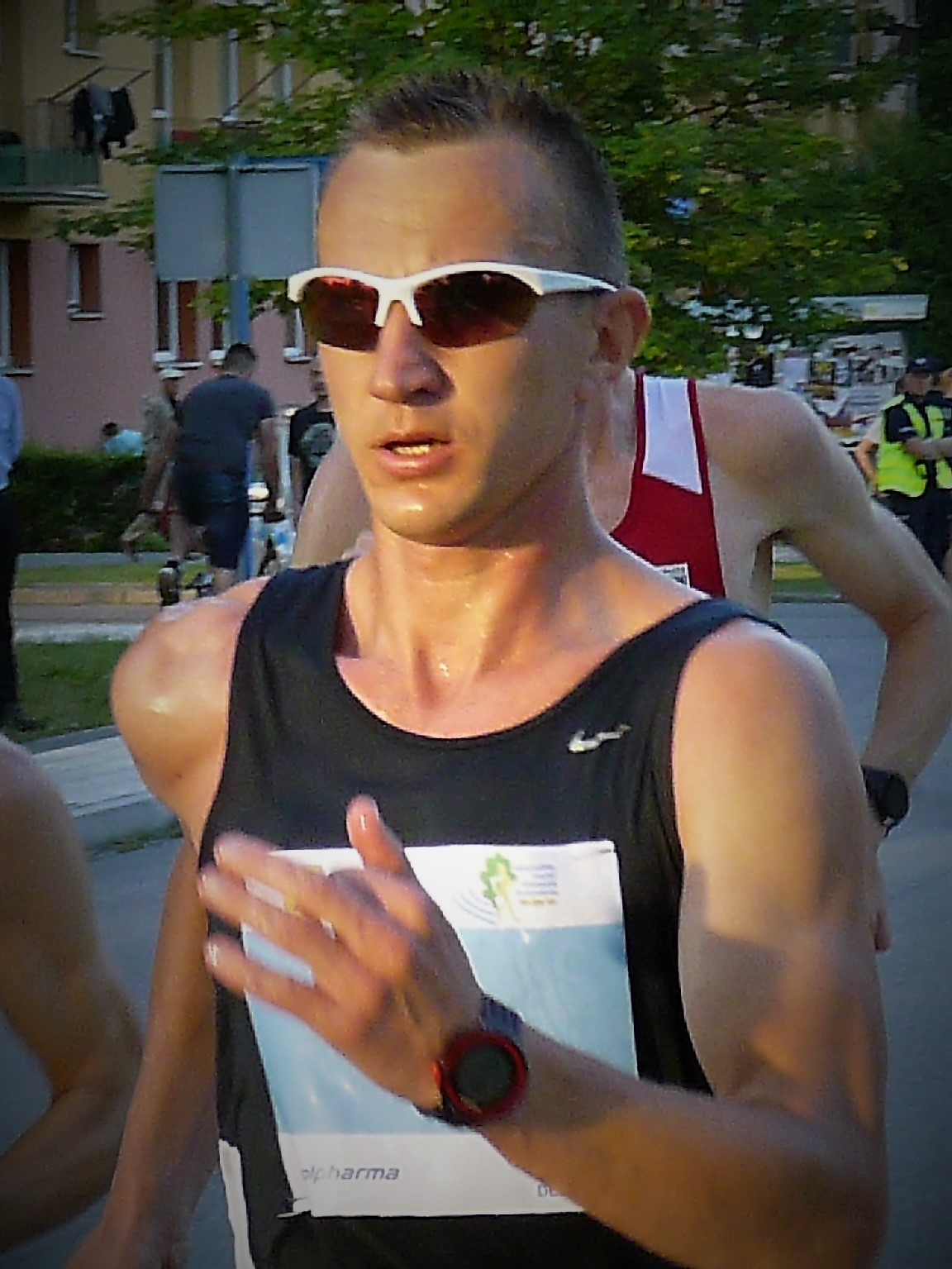
Artur Brzozowski – disqualifiziert
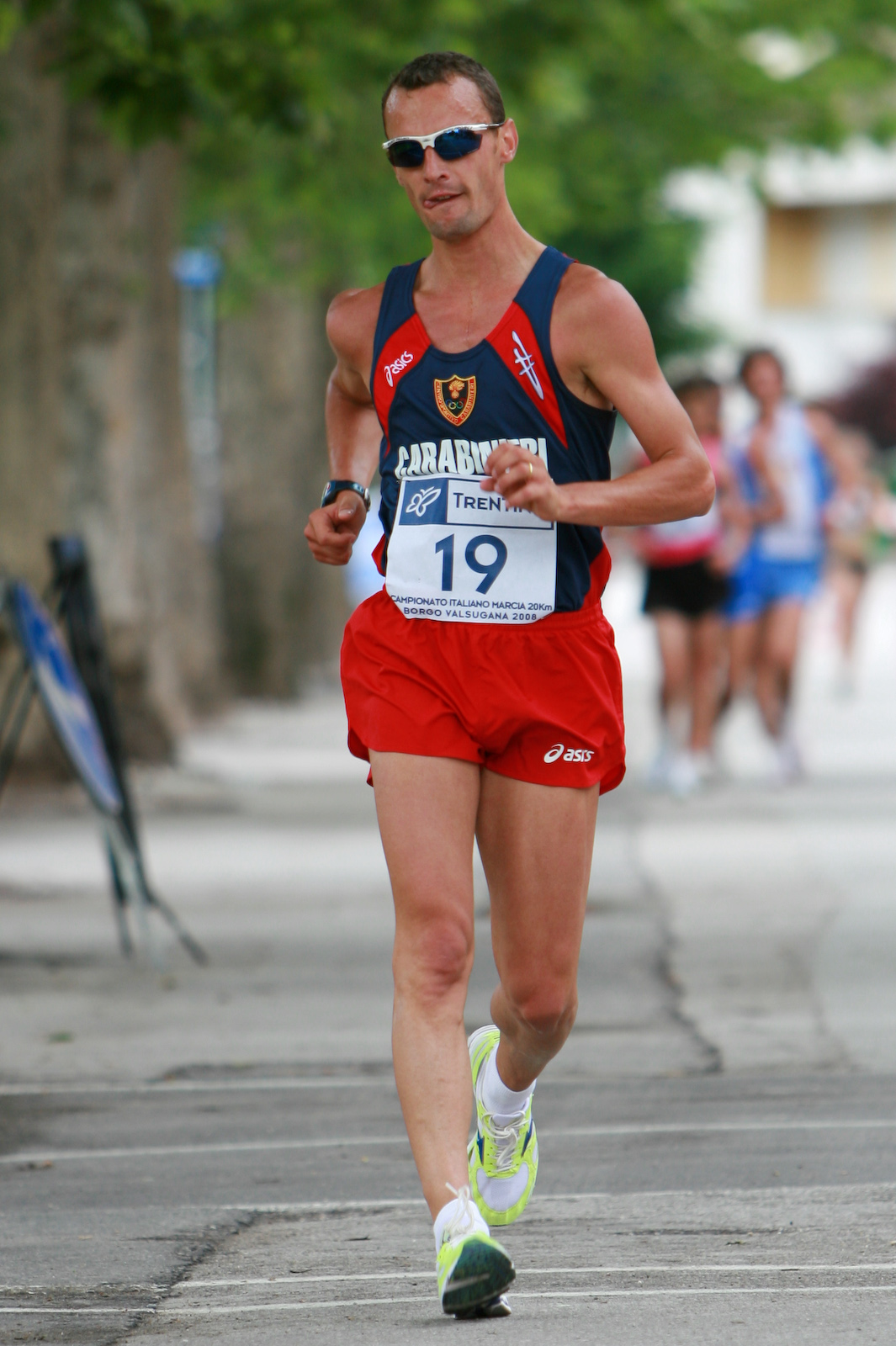
Diego Cafagna – disqualifiziert

## Video
- Athletics - Men's 50KM Race Walk - Beijing 2008 Summer Olympic Games, youtube.com, abgerufen am 8. März 2022